# Sivatagi ugróegér
A sivatagi  ugróegér (Dipus sagitta) az emlősök (Mammalia) osztályának a rágcsálók (Rodentia) rendjébe, ezen belül az ugróegérfélék (Dipodidae) családjába tartozó Dipus nem egyetlen faja.

## Előfordulása
Ázsiában, Üzbegisztán, Türkmenisztán, Kazahsztán, Kirgizisztán, Irán, Oroszország, Mongólia és Kína területén lévő  sivatagok éjjel aktív, rendkívül gyors mozgású lakója. Lakóhelyei a nyílt, száraz síkságok, homokos sztyeppék és sivatagok.

## Megjelenése
Színe alkalmazkodott a sivatag homokjához. Háta szürkés zsemleszínű, hasa fehér. Farka végén fekete-fehér bojt van. Szőre finom tapintású, selymes.
Érzékszervei az éjszakai életmódhoz alkalmazkodtak. Szemei a fejéhez képest óriásiak. Az állat körülbelül 10 cm magas és 20 cm hosszú.[forrás?]

## Életmódja
Különféle füveket, magvakat, némi gyümölcsöt, rovarokat eszik. Így elegendő a magokban található csekély mennyiségű víz a túléléséhez.